# Astronesthes nigroides
Astronesthes nigroides е вид лъчеперка от семейство Stomiidae. Видът не е застрашен от изчезване.

## Разпространение
Разпространен е в САЩ (Калифорния и Хавайски острови) и Япония (Хоншу).

## Описание
На дължина достигат до 12,8 cm.